# The Wings of Eagles
The Wings of Eagles (en la Argentina, Alas de águila; en España, Escrito bajo el sol) es una película bélica estadounidense de 1957 dirigida por John Ford, con John Wayne como actor principal, Dan Dailey y Maureen O'Hara.

## Argumento
El papel de John Wayne es el de un piloto de aviación estadounidense llamado Frank Wead, a quien va dedicada esta película al ser amigo del director de esta película, el galardonado múltiples veces John Ford.
La película se empieza a desarrollar poco después de la Primera Guerra Mundial cuando Frank Wead, dirigente de la marina estadounidense reta al capitán de la fuerza aérea estadounidense, Herbert Hazard, a una serie de carreras y pruebas de aptitud física para demostrar la superioridad de la marina sobre la fuerza de un hidroavión.
Cuando es promovido de cargo, esa misma noche, tiene un accidente doméstico que lo deja paralítico al romperse la columna vertebral. En el hospital, Frank, al estar paralítico, tiene todo el tiempo que necesita para dedicarse a su segunda afición, la escritura.
Después de un tiempo, uno de sus textos hace furor en Hollywood, y se regocija en la fama. Después del bombardeo a Pearl Harbor en la Segunda Guerra Mundial, es llamado para que regrese a la marina y sea supervisor en el pacífico, pero un ataque al corazón lo envía rápidamente a su casa.